# Motema Africa
Motema Africa – zespół wykonujący muzykę afro-pop, założony w 2003 roku w Warszawie. Liderem, wokalistą i założycielem zespołu jest, pochodzący z Demokratycznej Republiki Konga, Erick Onepunga Yongo. W języku lingala, używanym w Kongo, nazwa "Motema Africa" oznacza "serce Afryki". Zespół tworzą muzycy i tancerze pochodzący z różnych krajów Afryki oraz muzycy z Polski i USA. Motema Africa nagrała w 2008 roku debiutancką płytę.

## Skład
- Erick Onepunga Yongo - śpiew
- Benoit Le Gros - śpiew, instrumenty perkusyjne
- Glodei Jan Kiese - śpiew
- Glenn Guay - gitary
- Maciej Matysiak - gitara basowa
- Marcin Piękos - instrumenty klawiszowe
- Marcin 'Marcel' Piszczorowicz - perkusja
- Alain Kabeya-Włodarski - choreografia
- Mohamed Fofana - choreografia
- Aokpe Kodjo - choreografia

## Dyskografia
- Motema Africa - Uwaga, bardzo ładna płyta, Polskie Nagrania 2008